# Nooit Gedacht (Budel)
De molen Nooit Gedacht is een windmolen aan de Meemortel 24 in de Nederlandse plaats Budel (gemeente Cranendonck). Het is een ronde stenen stellingmolen die als korenmolen is ingericht. Nooit Gedacht is in 1846 als beltmolen gebouwd en heeft tot in de jaren 60 van de twintigste eeuw gedraaid. Na een periode van verval is de molen in 1976 verhoogd en is de molenbelt afgegraven. Sindsdien is Nooit Gedacht een stellingmolen.
Het gevlucht is uitgerust met fokwieken met remkleppen. In de molen bevinden zich 1 koppel 17der blauwe en 1 koppel 17der kunststenen, alsmede een elektrisch aangedreven maalstoel. Verder zijn een buil en een mengketel aanwezig.
Niet ver van de molen Nooit Gedacht bevindt zich een andere korenmolen, genaamd Zeldenrust. Deze molen is in 1869 gebouwd in opdracht van Jan Rooijmans, die voordien de Nooit Gedacht pachtte, maar door de eigenaar eruit werd gezet ten gunste van diens zoon.
De molen is particulier eigendom en maalt regelmatig onder andere boekweit. Hij is op afspraak te bezoeken.